# Crew cut

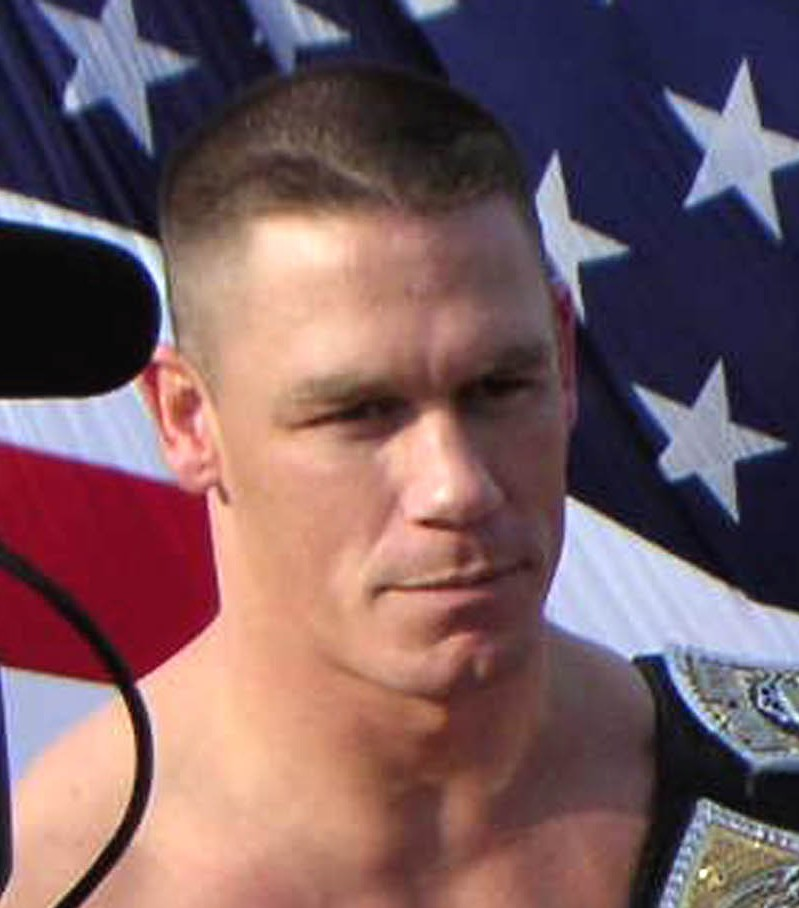
John Cena com seu corte de cabelo Crew Cut

Um crew cut (também conhecido como corte militar) é um tipo de corte de cabelo no qual o cabelo vertical no topo da cabeça é cortado relativamente curto, graduado em comprimento do cabelo mais comprido que forma uma pompa curta (pompadour) na linha do cabelo da frente para o mais curto na parte de trás da coroa, de modo que, no perfil lateral, o contorno do cabelo superior se aproxima da horizontal. Em relação à vista frontal, e em graus variados, o contorno do cabelo superior pode ser arqueado ou achatado na frente de pompa curta e arredondado ou achatado sobre o resto do topo para complementar a linha do cabelo frontal, forma da cabeça, forma do rosto e características faciais. O cabelo nas laterais e na parte de trás da cabeça é normalmente cónico, ou médio.
Um crew cut curto é às vezes chamado de butch cut (um corte de cabelo militar semelhante ao crew cut porém mais curto), embora com exceção das formas variantes, um crew cut difere de um butch cut em que o cabelo superior é cortado com um comprimento curto e uniforme. Um longo crew cut pode ser referido nos EUA como ivy league crew cut ou ivy league. Um crew cut em que o cabelo no topo da cabeça é graduado em comprimento desde a linha do cabelo da frente até um ponto escolhido na parte média para trás da coroa como um plano plano plano, de nível, inclinado para cima ou inclinado para baixo é conhecido como flat top crew cut ou flattop. Cortes de tripulação, cortes de tripulantes, cortes de açougue e ligas de hera podem ser chamados de buzz cuts.